# Монтгомері (Луїзіана)
Монтгомері (англ. Montgomery) — місто (англ. town) в США, в окрузі Ґрант штату Луїзіана. Населення — 622 особи (2020).

## Географія
Монтгомері розташоване за координатами 31°40′1″ пн. ш. 92°53′15″ зх. д. / 31.66694° пн. ш. 92.88750° зх. д. (31.667003, -92.887461).  За даними Бюро перепису населення США в 2010 році місто мало площу 5,36 км², з яких 5,35 км² — суходіл та 0,01 км² — водойми.

## Демографія
Згідно з переписом 2010 року, у місті мешкало 730 осіб у 306 домогосподарствах у складі 198 родин. Густота населення становила 136 осіб/км².  Було 391 помешкання (73/км²).
Расовий склад населення:
| - 78,9 % — білих - 18,2 % — чорних або афроамериканців - 0,4 % — корінних американців |

До двох чи більше рас належало 2,5 %. Частка іспаномовних становила 1,1 % від усіх жителів.
За віковим діапазоном населення розподілялося таким чином: 24,2 % — особи молодші 18 років, 58,3 % — особи у віці 18—64 років, 17,5 % — особи у віці 65 років та старші. Медіана віку мешканця становила 39,6 року. На 100 осіб жіночої статі у місті припадало 92,6 чоловіків;  на 100 жінок у віці від 18 років та старших — 90,0 чоловіків також старших 18 років.
Середній дохід на одне домашнє господарство  становив 50 309 доларів США (медіана — 37 750), а середній дохід на одну сім'ю — 61 766 доларів (медіана — 53 971). За межею бідності перебувало 20,1 % осіб, у тому числі 28,6 % дітей у віці до 18 років та 8,6 % осіб у віці 65 років та старших.
Цивільне працевлаштоване населення становило 221 особа. Основні галузі зайнятості: мистецтво, розваги та відпочинок — 17,6 %, виробництво — 16,3 %, сільське господарство, лісництво, риболовля — 13,1 %, роздрібна торгівля — 12,2 %.